# Salmanskirchen

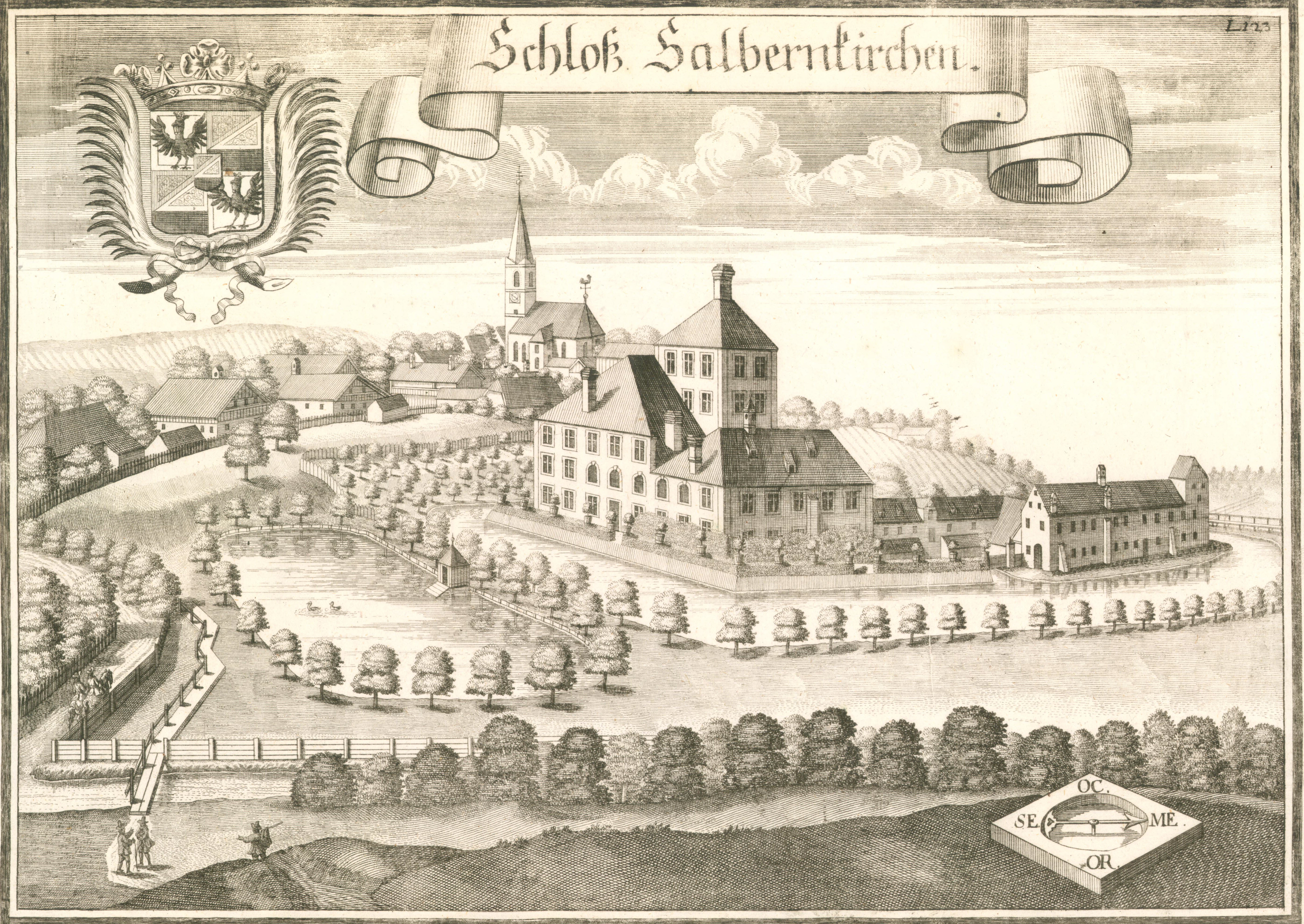
Schloss der Pfaffinger zu Salmanskirchen, Stich von Michael Wening aus 1723

Salmanskirchen ist ein Kirchdorf und eine ehemalige Gemeinde, die heute zur Gemeinde Ampfing im oberbayerischen Landkreis Mühldorf am Inn zählt. Der Ort ist nicht zu verwechseln mit Salmannskirchen im oberbayerischen Landkreis Erding.

## Geschichte
Erstmals erwähnt wurde Salmanskirchen um das Jahr 1166, als Henricus de Salbarnchirichen als Mittelsmann bei einer Schenkung an das Kloster Gars fungiert.
1203 beginnt mit Ritter Wernhard I., dem Frommen († 1216) gesichert die Reihe der Pfäffinger als Besitzer der offenen Hofmark Salmanskirchen.
Wann und von wem die erste Kirche in Salmanskirchen erbaut wurde, ist unbekannt. 1397 muss schon der Vorgängerbau des heutigen Gotteshauses bestanden haben, denn stiftete Andreas II. Pfäffinger zu Salbernkirchen (* ca. 1328; † 1405) gemeinsam mit seinem Vetter, Hans II. Pfäffinger zum Steeg, eine „Ewige Messe“ an die Kirche. Das bedeutet, dass eine aus den Erträgen mehrerer Höfe gespeiste Stiftung die Anstellung eines Priesters ermöglichte, der ständig anwesend war und täglich die Messen las. Die Kirche blieb aber immer der Pfarre Lohkirchen inkorporiert. Die alte Kirche stand vermutlich an jener Stelle, an der die noch heute bestehende steht.
Um 1500 entschloss sich der Urenkel von Andreas II., der damalige Hofmarksherr und bayerische Erbmarschall Genteflor Pfäffinger  (* vor 1442;† 1503) zu einem Neubau, weil die alte Kirche baufällig, klein und wenig repräsentativ war. Hatte Andreas II. bereits das Heilige Land besucht und Reliquien mitgebracht, die in der Kircher verwahrt und ausgestellt wurden, so reiste 1493 auch Genteflors Sohn und Nachfolger Degenhart Pfäffinger im Gefolge von Kurfürst Friedrich III. von Sachsen dorthin. Er brachte weitere Reliquien mit und vermehrte sie auf seinen zahlreichen Reisen im Dienste dieses Kurfürsten, dessen innerster Rat und Kämmerer er wurde. In der 1502 den beiden Heiligen Johannes Baptist und Johannes Evangelist geweihten neuen Kirche fand sich nun Platz, diese Heilthümer zu präsentieren.
Neben der alten Kirche hatte sich auf der Anhöhe auch das Veste Haus befunden, also ein befestigter, burgähnlicher Ansitz, vermutlich etwa dort, wo sich heute das Pfarrhaus befindet. Dieses „Schloss“ brannte im Sommer 1463 vollständig ab, so dass ein Neubau erfolgte. Genteflor entschied sich für einen Bauplatz im Tal unweit der früheren Molkerei, der eine großzügigere Anlage, einen Teich und Nebengebäude zuließ. Michael Wenings Stich zeigt dieses Gebäude, zu dem auch eine der Heiligen Dreifaltigkeit geweihte Kapelle gehörte. Schloss und Kapelle wurden um 1825 abgerissen.
In den Kapellenfenstern waren wertvolle Ziergläser eingesetzt, die unter anderem Darstellungen Genteflors und Degenharts zeigen, sowie Degenharts Schwester Maria (* 7. September 1462; † 28. Oktober verm. 1528), die damals bereits unter ihrem Ordensnamen Ursula Äbtissin des Klosters Frauenchiemsee war und deren Entwürfe vermutlich vom Meister von Mühldorf stammen. Sie wurden gerettet und in die Fenster der Kirche zu den beiden Johannes eingesetzt. Ansonsten blieb nur ein kleiner und um einen Stock verminderter Gebäuderest erhalten, das sog. Schlosshäusel.
Degenhart, der bei seiner Reise nach Jerusalem dort zum Ritter vom Heiligen Grab geschlagen wurde, heiratete 1515 in dieser Kirche im Beisein seines Kurfürsten Erntraut von Seiboldstorf. Die Ehe blieb kinderlos. Degenhart starb in Frankfurt während der Vorbereitungsverhandlungen zur Wahl Kaiser Karls V. Dort wurde er auch begraben. In „seiner“ Kirche, in der er eigentlich bestattet werden wollte, wurde ihm ein Epitaph gesetzt, der als Meisterwerk dieser Zeit gilt und der schönste unter den zahlreichen Grab- und Gedenksteinen in diesem kleinen Gotteshaus ist.
Die Haupterbin nach Degenhart, Äbtissin Ursula, einigte sich mit ihren Miterben auf eine Erbteilung. Durch diese kam Salmanskirchen in den Besitz von Hans III. von Herzheim, dessen Mutter Veronika, eine Schwester Genteflors, war.
Im Gegensatz zu Degenhart, der bis zu seinem Tode Katholik blieb, wurde Hans III von Herzheim von der neuen Lehre Luthers überzeugt. Er ließ seine Söhne lutherisch erziehen. Der ältere, Johannes Baptist, der sich Hans Jordan († 1597) nannte, erbte nach dem Tod seines Vaters die Güter. Er entließ den katholischen Benefiziaten und bestellte an seiner Stelle einen Prädikanten, also einen evangelischen Geistlichen. Diese Maßnahme musste er zwar auf Befehl Herzog Albrechts V. von Bayern wieder zurücknehmen, er und die Mehrzahl der Bewohner Salmanskirchens blieben aber der neuen Lehre treu. Hans Jordan war mit Susanna von Tauffkirchen zu Guttenberg († 1573) verheiratet.
Cuno von Herzheim (1564–1603), Hans Jordans Sohn, dachte ebenso. So streitbar er in Glaubensfragen gewesen sein mag, so umsichtig war er im Erhalt und in der Mehrung seines Besitzes. Er baute das Schloss 1581/82 um und aus und heiratet Rosina von Closen, mit der er fünf Töchter zeugt. Eine von diesen, Maria Katharina von Herzheim erbt als letzte ihrer Familie Salmanskirchen. Sie ist mit Wolfgang Ernst Freiherr von Tannberg zu Aurolzmünster und Offenberg († 1621) verheiratet. 1640 bekam Salmanskirchen nach drei Generationen erneut eine andere Familie als Hofmarksherrn. Schloss, Besitz und Hofmark fielen durch Erbgang an Freiherr Hochprant von Tauffkirchen. Maria Anna Gräfin von Tauffkirchen zu Guttenburg und Klebing, seine Enkelin und Ehefrau von Franz Maximilian Hund Freiherr auf Lautterbach und Eidlsrieth, erbte 1697 Salmanskirchen, behielt es aber nur kurz und verkaufte es an die Familie Neuhaus auf Zangenberg. 1807 starb dann auch diese Familie aus, worauf noch einmal kurz die Tauffkirchen Besitzer werden.
Die Gemeinde Salmannskirchen wurde 1818 mit dem bayerischen Gemeindeedikt begründet. Sie zählte bis zur Revolution 1848 zum Einzugsgebiet des Patrimonialgerichts II. Klasse in Zangberg, die Schlösser in Salmanskirchen wurden 1825 weitgehend abgerissen. Teilorte der Gemeinde waren Aiching, Aidenbach, Berg, Boxham, Kiefering, Lutzenberg, Oberneuling, Unterneuling, Vogging und Wendling. Die Gemeinde Salmannskirchen wurde 1964 in Salmanskirchen umbenannt.
Die Eingemeindung nach Ampfing erfolgte am 1. Januar 1978 im Zuge der Gemeindegebietsreform.

### Einwohner
- 303 Einwohner (1933)
- 329 Einwohner (1939)
- 293  Einwohner (1987)

## Kultur und Sehenswürdigkeiten

### Vereine
In diesem Ortsteil gibt es zum einen die Freiwillige Feuerwehr Salmanskirchen, zu der als Einsatzfahrzeug ein TSF (44/1) gehört. Wie die anderen Freiwilligen Feuerwehren der Gemeinde Ampfing, gehört auch diese der Leitstelle Traunstein an.
Zudem gibt es zwei Schützenvereine. Die SG Einigkeit Salmanskirchen e.V. wurde 1925 gegründet und kommt auch heute (Stand: 2024) noch regelmäßig im Vereinslokal Rittersub'n zusammen, um dort hauptsächlich dem Schießsport nachzugehen. Dort kann u. a. von Oktober bis April regelmäßig an den sogenannten Schießabenden mit dem Luftgewehr geschossen werden.
Der zweite Schützenverein nennt sich Altschützen Salmanskirchen, welcher auch aktiv an zahlreichen Veranstaltungen teilnimmt bzw. selbst solche veranstaltet, die hauptsächlich dem Schießsport dienen.

## Baudenkmäler
In der Liste der Baudenkmäler in Ampfing sind für Salmanskirchen vier Baudenkmäler aufgeführt:
1. Ehemaliges Benefiziatenhaus, sogenanntes Oberes Schloss
2. Katholische Filialkirche St. Johannes Evangelist und St. Johannes Baptist
3. Wohnhaus, Teil des ehemaligen Unteren Schlosses
4. Massiver verputzter Stadel mit Satteldach und Gitterbundwerk, erste Hälfte 19. Jahrhundert